# Parascotia lunulata
Parascotia lunulata là một loài bướm đêm trong họ Erebidae.